# Chứng thực di chúc
Trong các khu vực pháp lý thông luật, chứng thực di chúc là quy trình tư pháp theo đó di chúc được "chứng minh" tại tòa án và được chấp nhận như một tài liệu công hợp lệ, là di chúc cuối cùng thực sự của người đã khuất, hoặc theo đó di sản được giải quyết theo luật về chứng thực di chúc tại nơi cư trú của người chết vào thời điểm chết mà không có di chúc hợp pháp.
Việc cấp chứng thực di chúc là bước đầu tiên trong quy trình pháp lý quản lý tài sản của người đã khuất, giải quyết mọi khiếu nại và phân chia tài sản của người đã khuất theo di chúc. Một tòa án chứng thực di chúc quyết định giá trị pháp lý của di chúc của người lập di chúc (người đã khuất) và chấp thuận di chúc đó, còn được gọi là cấp chứng thực di chúc, cho người thi hành di chúc. Khi đó, di chúc đã được chứng thực sẽ trở thành một công cụ pháp lý mà người thi hành có thể thi hành tại các tòa án luật nếu cần thiết. Chứng thực di chúc cũng chính thức bổ nhiệm người thi hành (hoặc đại diện cá nhân), thường được nêu tên trong di chúc, vì có quyền hợp pháp để định đoạt tài sản của người lập di chúc theo cách thức được quy định trong di chúc của người lập di chúc. Tuy nhiên, thông qua quá trình chứng thực di chúc, di chúc có thể bị phản đối.

## Thuật ngữ

### Người thi hành di chúc
Người thi hành di chúc, hay còn gọi là chấp hành viên, là người được người lập di chúc chỉ định để đại diện và thực hiện quyền lợi của người đã kí tên trong di chúc (còn được gọi là "người viết di chúc") sau khi họ qua đời. Chấp hành viên có vai trò là đại diện pháp lý cho tài sản của người đã mất, và việc chỉ định chấp hành viên chỉ có hiệu lực sau khi người viết di chúc qua đời. Sau khi người viết di chúc qua đời, người được đề cập trong di chúc như chấp hành viên có thể từ chối hoặc từ bỏ vị trí đó, và nếu vậy, họ nên thông báo cho tòa án di chúc ngay lập tức.
Chấp hành viên "đứng vào vị trí" của người đã mất và có quyền và quyền hạn tương tự để giải quyết các công việc cá nhân của người đó. Công việc này có thể bao gồm tiếp tục hoặc đệ đơn kiện mà người đã mất có quyền khởi kiện, đòi bồi thường cho cái chết không công bằng, trả nợ cho các chủ nợ, hoặc bán hoặc chuyển nhượng tài sản không được tặng đặc biệt trong di chúc, và còn nhiều công việc khác. Tuy nhiên, vai trò của chấp hành viên là giải quyết di sản của người viết di chúc và phân chia di sản cho những người thừa kế hoặc những người được quyền thừa kế.
Đôi khi, ở Anh và xứ Wales, một chấp hành viên chuyên nghiệp được đề cập trong di chúc - không phải là thành viên trong gia đình mà có thể là (ví dụ) một luật sư, ngân hàng hoặc tổ chức tài chính khác. Chấp hành viên chuyên nghiệp sẽ tính phí từ tài sản để thực hiện các nhiệm vụ liên quan đến quản lý tài sản; điều này có thể khiến gia đình phải đối mặt với chi phí bổ sung. Có thể yêu cầu một chấp hành viên chuyên nghiệp từ bỏ vai trò của họ, nghĩa là họ sẽ không tham gia vào việc xử lý di sản; hoặc bảo lưu quyền hạn của họ, nghĩa là những chấp hành viên còn lại sẽ thực hiện các nhiệm vụ liên quan mà không có sự tham gia của chấp hành viên chuyên nghiệp.

### Người quản lý di sản
Khi một người qua đời mà không để lại di chúc, người đại diện pháp lý được biết đến là "người quản lý di sản".
Thường thì người gần nhất quan hệ với người đã qua đời sẽ là người quản lý di sản, tuy nhiên người này có thể từ chối quyền trở thành người quản lý, trong trường hợp đó quyền sẽ chuyển sang người quan hệ gần nhất tiếp theo. Thường thì trường hợp này xảy ra khi cha mẹ hoặc ông bà là người đầu tiên có quyền trở thành người quản lý, nhưng họ từ chối quyền do đã già yếu, không hiểu biết về luật di sản và cảm thấy có người khác phù hợp hơn để đảm nhận nhiệm vụ này.
Việc chỉ định người quản lý di sản tuân theo một danh sách được codified (được quy định) để xác định ưu tiên các ứng cử viên. Các nhóm người được đặt tên ở vị trí cao hơn trong danh sách sẽ được ưu tiên được chỉ định hơn so với những người ở vị trí thấp hơn. Mặc dù người thân của người đã qua đời thường được ưu tiên hơn tất cả những người khác, nhưng các chủ nợ của người đã qua đời và "bất kỳ công dân nào [của khu vực đó]" cũng có thể đảm nhận vai trò người quản lý nếu có lý do hoặc mối quan hệ có thể được nhận biết đến với di sản. Hoặc, nếu không có người khác đủ điều kiện hoặc không có ai chấp nhận ứng cử, tòa án sẽ chỉ định một đại diện từ văn phòng quản lý di sản công cộng địa phương.

### Nguyên gốc từ vựng
Danh từ "probate" trong tiếng Anh xuất phát trực tiếp từ động từ tiếng Latin probare, có nghĩa "thử, kiểm tra, chứng minh, xem xét", cụ thể hơn từ trạng từ nghệ danh của động từ probatum, có nghĩa "đã được chứng minh". Trong nhiều thế kỷ trước đây, một đoạn văn bằng tiếng Latin theo định dạng chuẩn được viết bởi các viết sĩ của tòa án chứng thực cụ thể dưới bản ghi chép di chúc, bắt đầu bằng những từ (ví dụ): Probatum Londini fuit huiusmodi testamentum coram venerabili viro (tên của người phê chuẩn) legum doctore curiae prerogativae Cantuariensis... ("Một di chúc kiểu như này đã được chứng minh tại London trước mặt ông ... bác sĩ pháp luật tại tòa án Quyền hạn của Canterbury...") Sử dụng đầu tiên của từ tiếng Anh này là vào năm 1463, được định nghĩa là "việc chứng minh chính thức của một di chúc". Thuật ngữ "probative", được sử dụng trong pháp luật chứng cứ, cũng xuất phát từ gốc tiếng Latin này nhưng có một cách sử dụng khác trong tiếng Anh.

## Quy trình xác minh di chúc
Quy trình xác minh di chúc là quá trình xác nhận rằng một di chúc của người đã qua đời là hợp lệ, để sau đó tài sản của họ có thể được chuyển nhượng (theo thuật ngữ ở Hoa Kỳ) hoặc chuyển giao cho người thừa kế trong di chúc. Giống như bất kỳ thủ tục pháp lý nào khác, quy trình quản lý di chúc có các khía cạnh kỹ thuật:
- Người chủ nợ phải được thông báo và các thông báo pháp lý phải được xuất bản.
- Người thi hành di chúc phải được hướng dẫn về cách và thời điểm phân phối tài sản và cách xem xét quyền của người chủ nợ.
- Có thể cần phải nộp đơn để bổ nhiệm một người đại diện cá nhân và cấp giấy uỷ quyền thực hiện di chúc (thường được gọi là "giấy chứng nhận di chúc"). Một Giấy chứng nhận Di chúc có thể được sử dụng như bằng chứng cho việc 'Người quản lý' có quyền xử lý tài sản.
- Tài sản nhà ở, theo các quy định riêng biệt của từng tiểu bang như Florida, phải được xử lý riêng biệt với tài sản khác. Trong nhiều quốc gia áp dụng pháp luật thông thường như Canada, một số tiểu bang của Hoa Kỳ, Vương quốc Anh, Úc và Ấn Độ, bất kỳ tài sản chung nào đều tự động truyền cho người sở hữu chung sống sót riêng biệt với bất kỳ di chúc nào, trừ khi quyền sở hữu bình đẳng được giữ dưới dạng các chủ sở hữu riêng biệt.
- Có những yếu tố thời gian liên quan đến việc nộp và phản đối yêu cầu đối với di sản.
- Có thể có một vụ kiện đang đợi xử lý về cái chết của người đã mất hoặc có thể đã có những vụ kiện đang đợi xử lý. Có thể có các thủ tục riêng cần thiết trong các trường hợp di chúc gây tranh cãi.
- Bất động sản hoặc tài sản khác có thể cần được bán để thực hiện việc phân phối đúng đắn của tài sản theo di chúc hoặc chỉ để trả nợ.
- Cần xem xét các loại thuế như thuế di sản, thuế tặng quà hoặc thuế thừa kế nếu di sản vượt quá một số ngưỡng nhất định.
- Các chi phí liên quan đến quản lý bao gồm các loại thuế thông thường như thuế thu nhập từ lãi suất và thuế bất động sản được trừ từ tài sản trong di chúc trước khi được phân phối bởi người thi hành di chúc.
- Có thể đơn giản chỉ cần chuyển tài sản khác từ người đã qua đời đến người thụ hưởng, chẳng hạn như bảo hiểm nhân thọ. Các tài sản khác có thể có thiết kế thanh toán khi người sở hữu qua đời hoặc chuyển giao khi qua đời, từ đó tránh việc cần thực hiện di chúc.
- Quyền của các người thụ hưởng phải được tôn trọng, bằng cách cung cấp thông báo đầy đủ và thích đáng, thực hiện việc phân phối tài sản của di sản đúng thời hạn và quản lý di sản một cách đúng đắn và hiệu quả.

Các luật địa phương quy định quá trình giám định di sản thường phụ thuộc vào giá trị và sự phức tạp của tài sản. Nếu giá trị của tài sản tương đối nhỏ, quá trình giám định di sản có thể được tránh. Ở một số quốc gia và/hoặc khi đạt đến ngưỡng nhất định, người thực thi/người quản lý hoặc một luật sư giám định di sản phải đệ đơn.
Luật sư giám định di sản cung cấp dịch vụ tại tòa án giám định di sản và có thể được thuê để mở di sản hoặc cung cấp dịch vụ trong quá trình giám định di sản thay mặt cho người quản lý hoặc người thực thi di sản. Luật sư giám định di sản cũng có thể đại diện cho những người thừa kế, chủ nợ và các bên có quyền lợi pháp lý trong kết quả của di sản.
Ở các quốc gia áp dụng luật chung, quá trình giám định di sản ("xác minh chính thức về di chúc") được thực hiện bởi người thực thi di chúc trong khi "bằng chứng quản lý" được cấp khi không có người thực thi di chúc.

## Australia
Ở Australia, giám định di sản có thể đề cập đến quá trình chứng thực di chúc của người đã qua đời và cũng đề cập đến giấy chứng thực di chúc, tài liệu pháp lý được cấp.
Mỗi khu vực đều có một bộ quản lý giám định di sản tối cao xử lý các đơn đề nghị giám định di sản. Tuy nhiên, mỗi tiểu bang và lãnh thổ có luật và quy trình hơi khác nhau liên quan đến giám định di sản. Các luật chính về giám định di sản như sau:
- New South Wales - Luật Giám định và Quản lý năm 1898.[12]
- Victoria - Luật Quản lý và Giám định năm 1958.[13]
- Queensland - Quy tắc Thủ tục Dân sự Đồng nhất năm 1999[14] và Luật Kế vị năm 1981.[15]
- Western Australia - Quy tắc Giám định Di sản Không tranh chấp năm 1967.[16]
- South Australia - Luật Quản lý và Giám định năm 1919.[17]
- Tasmania - Luật Quản lý và Giám định năm 1935.[18]
- Australian Capital Territory - Luật Quản lý và Giám định năm 1929.[19]
- Northern Territory - Luật Quản lý và Giám định năm 1993.[20]

### Đơn xin cấp giấy giám định di sản
Giấy giám định di sản được yêu cầu nếu người đã qua đời sở hữu bất động sản hoặc nếu tài sản khác của họ vượt quá mức ngưỡng, thường là 50.000 đô la cho các ngân hàng lớn và mức ngưỡng thấp hơn đối với các tổ chức tài chính khác. Tài sản đã được "sở hữu chung" (nhưng không phải là tài sản "chung theo cách sở hữu chung") được chuyển tự động cho chủ sở hữu chung khác và không được tính là một phần của di sản của người đã qua đời. Ngoài ra, các khoản lợi ích từ bảo hiểm nhân thọ của người đã qua đời trả trực tiếp cho người được ủy quyền không phải là một phần của di sản, cũng như tài sản ủy quyền do người đã qua đời giữ.
Đơn xin giám định di sản được nộp tại cơ quan giám định di sản thuộc thẩm quyền mà người đã qua đời có mối liên hệ gần gũi, không nhất thiết là nơi người đó mất. Thông thường, chỉ người thực thi di chúc mới có thể nộp đơn xin cấp giấy giám định di sản và đó là trách nhiệm của họ để thu thập giấy giám định di sản đúng hạn. Người thực thi di chúc có thể tự nộp đơn xin giám định di sản (thường được thực hiện để giảm phí pháp lý) hoặc được đại diện bởi một luật sư. Cùng với đơn xin giám định di sản, người nộp đơn cũng phải cung cấp bản gốc của di chúc, một giấy chứng tử chính thức (không phải của bác sĩ), bản sao của thông báo chết và một báo cáo về tài sản và nợ biết đến của di sản của người đã qua đời. Người nộp đơn cũng có thể bị yêu cầu đăng thông báo trong một tờ báo lớn về ý định nộp đơn xin giám định di sản.

### Phân phối di sản
Sau khi được cấp giấy giám định di sản, người thực thi di chúc được quyền thực hiện các tài sản của di sản, bao gồm việc bán và chuyển nhượng tài sản, vì lợi ích của người thừa kế. Đối với một số giao dịch, người thực thi di chúc có thể bị yêu cầu xuất trình bản sao giấy giám định di sản làm chứng nhận quyền hạn để giao dịch với tài sản vẫn còn trong tên của người đã qua đời, điều này thường xuyên xảy ra trong việc chuyển nhượng tài sản như đất đai. Người thực thi di chúc cũng chịu trách nhiệm thanh toán cho chủ nợ và phân phối tài sản còn lại theo di chúc. Một số khu vực ở Úc yêu cầu thông báo về ý định phân phối trước khi di sản được phân phối.

## Canada
Luật thừa kế ở Canada là một vấn đề của Hiến pháp, và do đó, luật quy định về thừa kế tại Canada được quy định bởi mỗi tỉnh riêng lẻ. 

### Ontario
Quá trình giám định di sản ở Ontario là một quy trình pháp lý trong đó tòa án chấp thuận tính hợp pháp của di chúc và cấp quyền cho người thực thi di chúc được đề cập trong di chúc để phân phối tài sản của người đã qua đời theo hướng dẫn trong di chúc. Quy trình này thường bao gồm các bước sau đây: 
- Người thực thi di chúc nộp đơn xin cấp giấy chứng nhận ủy quyền của người quản lý di sản (giấy giám định di sản) tới tòa án, cùng với di chúc gốc và bất kỳ tài liệu hỗ trợ cần thiết khác.
- Tòa án xem xét đơn đề nghị và nếu hài lòng rằng di chúc là hợp lệ và người thực thi di chúc là phù hợp, tòa án sẽ cấp giấy chứng nhận ủy quyền của người quản lý di sản.
- Người thực thi di chúc sử dụng giấy chứng nhận này để thu thập và quản lý tài sản của người đã qua đời, thanh toán các nợ và thuế, và phân phối tài sản theo hướng dẫn trong di chúc.
- Người thực thi di chúc phải cung cấp một danh mục tài sản và nợ của di sản và nộp nó tới tòa án, sau đó phân phối tài sản cho người thừa kế theo di chúc.
- Người thực thi di chúc cũng phải nộp một báo cáo thông tin về di sản với Bộ Tài chính trong vòng 90 ngày kể từ khi được cấp giấy chứng nhận ủy quyền của người quản lý di sản.
- Sau khi tài sản đã được phân phối và các nợ đã được thanh toán, người thực thi di chúc sẽ nộp đơn xin cấp giấy chứng nhận phân phối cuối cùng từ tòa án, giấy chứng nhận này sẽ giải phóng người thực thi di chúc khỏi trách nhiệm của họ.

## Vương quốc Liên hiệp Anh và Bắc Ireland

### Anh và Wales
Nguồn chính của pháp luật Anh là Đạo luật Di chúc năm 1837. Việc thừa kế, cũng như pháp luật về hợp đồng gia đình (tín thác), được xử lý bởi Tòa án Chancery. Khi tòa án này bị bãi bỏ vào năm 1873, quyền thẩm quyền của họ đã chuyển sang Bộ phận Chancery thuộc Tòa án Tối cao.

#### Định nghĩa
Khi ai đó mất, thuật ngữ "pháp luật thừa kế" thường được sử dụng để chỉ quy trình pháp lý nhằm thu thập tài sản của người đã qua đời và sau đó phân phối cho người được thừa kế. Kỹ thuật thuật ngữ này có ý nghĩa pháp lý cụ thể, nhưng nó thường được sử dụng trong ngành luật Anh để ám chỉ tất cả các thủ tục liên quan đến quản lý tài sản của người đã mất. Lĩnh vực pháp lý này rộng lớn và chỉ có thể được đề cập đến các tình huống phổ biến nhất trong một bài viết như thế này, nhưng điều đó cũng chỉ là khái quát.

#### Thẩm quyền
Tất cả các thủ tục pháp lý liên quan đến pháp luật thừa kế (như đã được xác định ở trên) nằm trong thẩm quyền của Bộ phận Chancery thuộc Tòa án Tối cao Công lý, theo Điều 25 của Đạo luật Tòa án Cấp cao 1981. Do đó, Tòa án Tối cao là cơ quan duy nhất có thẩm quyền cấp giấy tờ cho người nào để giải quyết tài sản của người đã qua đời - đóng tài khoản ngân hàng hoặc bán tài sản. Việc sản xuất và cấp giấy tờ này, được gọi chung là giấy chứng nhận quản lý di sản, là chức năng chính của Cơ quan Đăng ký Pháp luật thừa kế, thuộc Tòa án Tối cao, nơi công chúng và các chuyên gia pháp luật thừa kế đều nộp đơn xin cấp giấy chứng nhận quản lý di sản.

#### Giấy chứng nhận quản lý di sản
Có nhiều loại giấy chứng nhận quản lý di sản khác nhau, mỗi loại được thiết kế để áp dụng cho một tình huống cụ thể. Các loại phổ biến nhất bao gồm hai trường hợp thường gặp nhất - người đã qua đời để lại di chúc hợp lệ hoặc không để lại di chúc. Nếu ai đó để lại di chúc hợp lệ, khả năng cao giấy chứng nhận đó là giấy chứng nhận thừa kế. Nếu không có di chúc, giấy chứng nhận được yêu cầu có thể là giấy chứng nhận quản lý. Có nhiều giấy chứng nhận khác có thể được yêu cầu trong một số tình huống, và nhiều giấy chứng nhận này có tên gọi tiếng La-tinh chuyên ngành, nhưng công chúng thông thường khái quát gặp giấy chứng nhận thừa kế hoặc giấy chứng nhận quản lý di sản. Nếu giá trị tài sản của một tài sản nhỏ hơn 5.000,00 bảng Anh hoặc nếu tất cả tài sản được giữ chung và do đó được chuyển nhượng dưới quyền sống sót, ví dụ cho người còn sống trong gia đình, thì thường không cần giấy chứng nhận.

#### Đăng ký xin cấp giấy chứng nhận
Một di chúc bao gồm việc chỉ định một người thực thi di chúc hoặc một số người thực thi di chúc. Một trong các nhiệm vụ của họ là xin cấp giấy chứng nhận thừa kế tại Bộ phận Pháp luật thừa kế của Tòa án Tối cao. Người thực thi di chúc có thể tự xin cấp giấy chứng nhận tại một cơ quan đăng ký pháp luật thừa kế địa phương, nhưng phần lớn người dân thường sử dụng một chuyên gia pháp lý thừa kế như luật sư. Nếu di sản là nhỏ, một số ngân hàng và tổ chức xây dựng cho phép gia đình trực tiếp của người đã qua đời đóng tài khoản mà không cần giấy chứng nhận, nhưng thông thường số tiền trong tài khoản phải dưới khoảng £15,000 để được phép làm như vậy.

#### Phân phối tài sản
Những người thực sự được giao nhiệm vụ xử lý tài sản của người đã mất được gọi là "đại diện cá nhân" hoặc "PRs". Nếu người đã qua đời để lại một di chúc hợp lệ, PRs là "người thực thi di chúc" được chỉ định trong di chúc - "Tôi chỉ định X và Y làm người thực thi di chúc của tôi vv." Nếu không có di chúc hoặc di chúc không chứa việc chỉ định hợp lệ của người thực thi di chúc (ví dụ như nếu tất cả đều đã chết) thì PRs được gọi là "người quản lý di sản". Vì vậy, người thực thi di chúc nhận được giấy chứng nhận thừa kế cho phép họ giải quyết tài sản và người quản lý di sản nhận được giấy chứng nhận quản lý di sản cho phép họ làm điều tương tự. Ngoài sự phân biệt đó, chức năng của người thực thi di chúc và người quản lý di sản là hoàn toàn giống nhau.

#### Yêu cầu pháp lý thừa kế
Một yêu cầu trong quy trình pháp lý thừa kế là đánh giá giá trị của di sản.

#### Quy trình pháp lý thừa kế khi không có di chúc
Để hiểu rõ hơn về quy trình pháp lý thừa kế khi không có di chúc ở Anh và Wales, xem Quản lý tài sản khi người chết.

#### Khiếu nại về việc lập di chúc
Người nộp đơn có thể tranh chấp tính hợp lệ của di chúc của một người sau khi họ đã mất bằng cách nộp một caveat và phí yêu cầu tại cơ quan đăng ký pháp luật thừa kế. Điều này ngăn bất kỳ ai nhận được giấy chứng nhận thừa kế cho di sản của người đó trong vòng sáu tháng, và người nộp đơn có thể đơn xin kéo dài thời gian này ngay trước điểm đó. Một caveat không được sử dụng để kéo dài thời gian đưa ra yêu cầu về trợ cấp tài chính từ di sản của một người, chẳng hạn như theo Đạo luật di chúc (Cung cấp cho Gia đình và Người phụ thuộc) năm 1975. Tòa án có thể yêu cầu người nộp đơn dùng caveat cho mục đích đó trả tiền chi phí.
Để tranh chấp caveat, người thực thi di chúc dự định gửi một biểu mẫu "cảnh báo" hoàn thành đến cơ quan đăng ký pháp luật thừa kế. Tài liệu này sẽ được gửi đến người đã đưa ra caveat, và để caveat tiếp tục hiệu lực, họ sẽ phải đưa ra một xuất hiện tại cơ quan đăng ký pháp luật thừa kế. Đây không phải là việc xuất hiện vật lý; đó là tài liệu tiếp theo gửi đến cơ quan đăng ký pháp luật thừa kế trong vòng tám ngày kể từ khi nhận được cảnh báo.

### Scotland
Tương đương với pháp luật thừa kế ở Scotland là confirmation, mặc dù có sự khác biệt đáng kể giữa hai hệ thống này do Scotland có hệ thống pháp luật riêng biệt. Việc được chỉ định làm người thực thi di chúc không đồng nghĩa với việc có quyền lực thu thập và phân phối tài sản của người đã qua đời; người thực thi di chúc (hoặc những người đó) phải đệ trình đơn xin cấp giấy chứng nhận confirmation tại tòa án sheriff. Đây là một lệnh của tòa án cho phép họ "nhận, quản lý và xử lý tài sản và hành động trong vai trò người thực thi di chúc". Giấy chứng nhận confirmation cho phép người thực thi di chúc có quyền nhận tiền hoặc tài sản khác của người đã qua đời (ví dụ từ một ngân hàng) và quản lý và phân phối tài sản theo di chúc hoặc luật về tài sản không có di chúc.

## Hoa Kỳ

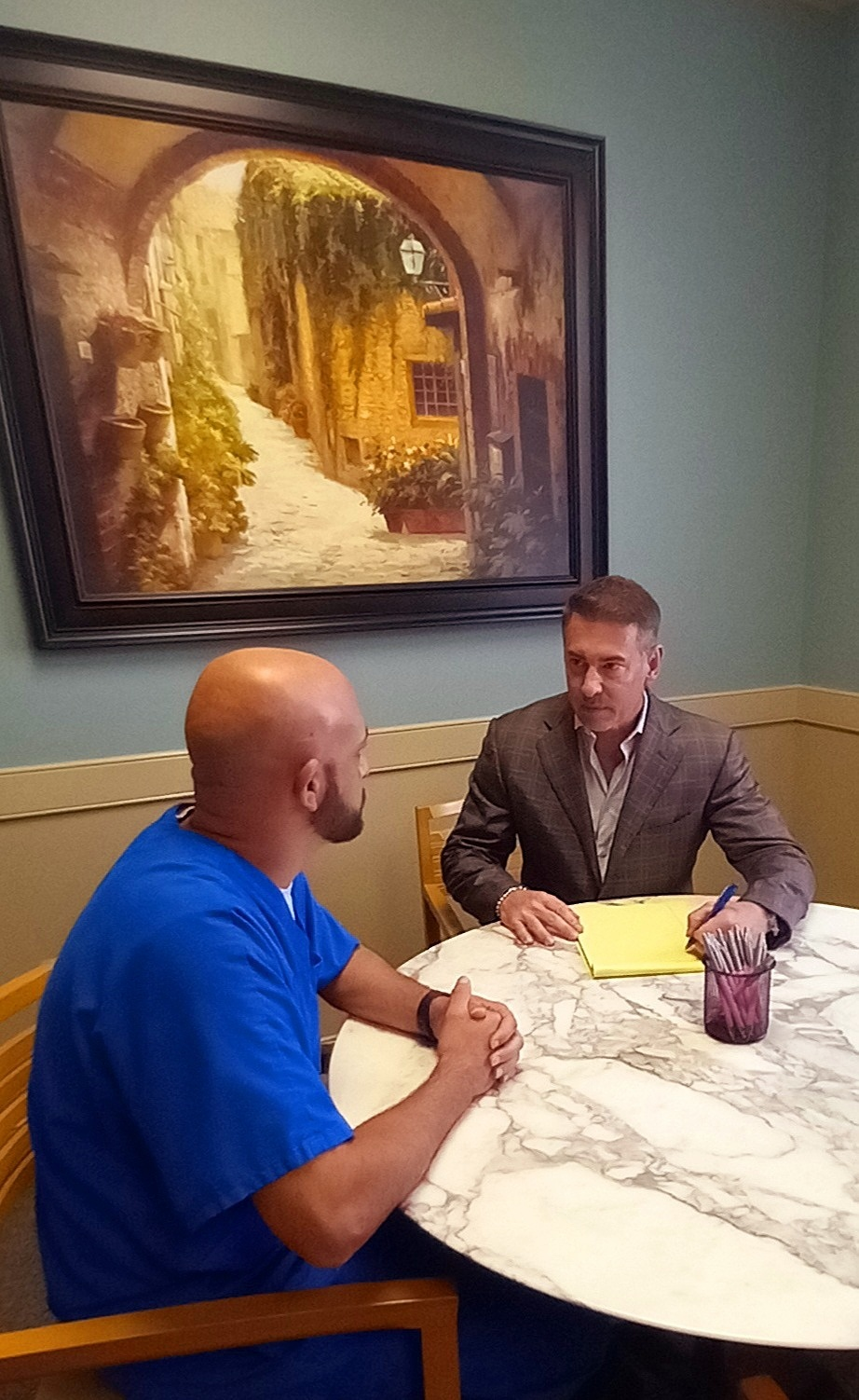
Luật sư họp với khách hàng về lập di chúc.

Hầu hết các tài sản tại Hoa Kỳ đều thuộc phạm vi thủ tục thừa kế. Nếu tài sản của một di sản không được tự động kế thừa cho người phối ngẫu còn sống sót hoặc người thừa kế qua nguyên tắc sở hữu chung hoặc quyền sống sót, hoặc không được chuyển vào một tín thác trong suốt cuộc sống của người đã mất, thì thường cần "thừa kế di sản", dù người đã qua đời có di chúc hợp lệ hay không. Ví dụ, bảo hiểm nhân thọ và tài khoản hưu trí có các thiết kế người thụ hưởng hoàn tất thì không cần thừa kế, cũng như hầu hết các tài khoản ngân hàng được đặt tên chung hoặc được ghi rõ người thụ hưởng khi chết.
Một số tiểu bang có quy trình cho phép chuyển tài sản từ các di sản nhỏ thông qua bản tường thuật hoặc thông qua một quy trình thừa kế đơn giản hóa. Ví dụ, California có một "Thủ tục Tóm tắt Di sản Nhỏ" để cho phép chuyển nhượng tóm tắt của tài sản của người đã qua đời mà không cần thủ tục thừa kế chính thức. Giới hạn số tiền mà Thủ tục Di sản Nhỏ có thể được thực hiện là 150.000 đô la.
Đối với các di sản không đủ điều kiện cho thủ tục đơn giản hóa, một tòa án có thẩm quyền của di sản người đã mất (tòa án thừa kế) giám sát quy trình thừa kế để đảm bảo việc quản lý và chuyển nhượng tài sản của người đã mất được tiến hành theo luật pháp của lãnh thổ đó, và theo cách thể hiện ý định của người đã mất trong di chúc. Phân phối một số tài sản của di sản có thể yêu cầu bán tài sản, bao gồm bất động sản.

### Tránh việc thừa kế
Một số tài sản của người đã mất có thể không bao giờ được thừa kế vì nó được chuyển cho một người khác thông qua hợp đồng, chẳng hạn như số tiền thừa kế từ chính sách bảo hiểm bảo vệ người đã qua đời hoặc tài khoản ngân hàng hoặc hưu trí được chỉ định một người thụ hưởng hoặc sở hữu theo "trả khi chết", và tài sản (đôi khi là một tài khoản ngân hàng hoặc chứng khoán) được giữ hợp pháp dưới dạng "sở hữu chung với quyền sống sót".
Tài sản được giữ trong một tín thác có thể thay đổi hoặc không thay đổi được tạo trong suốt cuộc sống của người gửi thư cũng tránh việc thừa kế. Ở những trường hợp như vậy tại Hoa Kỳ, không có hành động tòa án tham gia và tài sản được phân phối riêng tư, tuỳ thuộc vào thuế di chúc.
Cách tốt nhất để xác định tài sản nào là tài sản thừa kế (đòi hỏi quản lý) là xác định liệu mỗi tài sản có đi qua thừa kế hay không.
Trong các lãnh thổ ở Hoa Kỳ công nhận tài sản của một cặp vợ chồng là tenancy by the entireties, nếu một trong vợ chồng (hoặc đối tác ở Hawaii) mất intestate (sở hữu tài sản mà không có di chúc), phần của tài sản của họ được đặt tên như vậy sẽ được chuyển giao cho người phối ngẫu còn sống sót mà không cần thừa kế.

### Các bước của thừa kế
Nếu người đã mất không có di chúc, được gọi là intestacy, ngoại trừ tài sản ở vùng đất thực sự thuộc về một lãnh thổ khác, di sản sẽ được phân phối theo luật của lãnh thổ mà người đã mất cư trú.
Nếu người đã mất có di chúc, thì di chúc thường chỉ định một người thực thi di chúc (đại diện cá nhân), người thực hiện các hướng dẫn được ghi trong di chúc. Người thực thi di chúc thu thập tài sản của người đã mất. Nếu không có di chúc, hoặc nếu di chúc không chỉ định người thực thi di chúc, tòa án thừa kế có thể bổ nhiệm một người. Theo truyền thống, người đại diện cho di sản không có di chúc được gọi là người quản lý. Nếu người đã mất có di chúc, nhưng chỉ có một bản sao của di chúc được tìm thấy, nhiều tiểu bang cho phép việc thừa kế bản sao, tuy nhiên vẫn tồn tại giả định có thể chối bỏ rằng người thử diệt di chúc trước khi chết.
Trong một số trường hợp, khi người được chỉ định làm người thực thi di chúc không thể quản lý thừa kế, hoặc muốn ai đó khác thực hiện thay mặc, một người khác được bổ nhiệm làm người quản lý. Người thực thi di chúc hoặc người quản lý có thể nhận tiền bồi thường cho dịch vụ của họ. Ngoài ra, những người thụ hưởng di sản có thể có khả năng loại bỏ người thực thi di chúc đã được bổ nhiệm nếu anh ta hoặc cô ấy không có khả năng thực hiện đúng nhiệm vụ của mình.
Người đại diện cho một di sản có di chúc mà không phải là người thực thi di chúc được gọi là người quản lý với di chúc gắn liền, hoặc administrator c.t.a. (từ tiếng Latin cum testamento annexo). Thuật ngữ chung cho người thực thi di chúc hoặc người quản lý là đại diện cá nhân.
Tòa án thừa kế có thể yêu cầu người thực thi di chúc cung cấp một bảo hiểm trung thành, một hợp đồng bảo hiểm thuận lợi cho di sản để bảo vệ khỏi việc lạm dụng có thể xảy ra từ phía người thực thi di chúc.
Sau khi mở vụ thừa kế với tòa án, người đại diện cá nhân tạo danh sách và thu thập tài sản của người đã mất. Tiếp theo, ông trả nợ và thuế, bao gồm cả thuế di chúc ở Hoa Kỳ, nếu di sản chịu thuế cấp liên bang hoặc tiểu bang. Cuối cùng, ông phân phối tài sản còn lại cho người thụ hưởng, theo hướng dẫn trong di chúc hoặc theo luật pháp về tài sản không có di chúc của tiểu bang.
Bên thứ ba có thể khiếu nại bất kỳ khía cạnh nào của quản lý thừa kế, chẳng hạn như khiếu nại trực tiếp về tính hợp lệ của di chúc, được biết đến như cuộc tranh chấp di chúc, khiếu nại về tình trạng của người đang làm người đại diện cá nhân, khiếu nại về danh tính của người thừa kế, và khiếu nại về việc người đại diện cá nhân có thực hiện đúng việc quản lý di sản hay không. Vấn đề về sự cha mẹ của người thừa kế có thể bị tranh cãi giữa những người thừa kế tiềm năng trong các di sản không có di chúc, đặc biệt là khi kỹ thuật xác định ADN giá rẻ đã được áp dụng. Tuy nhiên, trong một số tình huống, ngay cả những người thừa kế có liên quan về mặt sinh học cũng có thể bị từ chối quyền thừa kế, trong khi những người thừa kế không có quan hệ huyết thống có thể được ban quyền thừa kế.
Người đại diện cá nhân phải hiểu và tuân theo các nhiệm vụ tín thác, chẳng hạn như nhiệm vụ giữ tiền trong tài khoản có lãi suất và đối xử bình đẳng với tất cả người thụ hưởng. Không tuân thủ các nhiệm vụ tín thác có thể cho phép những người có quan tâm đệ đơn xin loại bỏ người đại diện cá nhân và khiến người đại diện cá nhân chịu trách nhiệm về bất kỳ thiệt hại nào cho di sản.

## Kiên kết ngoài
- "Probate" . Encyclopædia Britannica (ấn bản thứ 11). 1911.